# Динара
Дина́ра (хорв. Dinara) — гора в Хорватії та Боснії і Герцеговині заввишки 1913 м (пік Троглав), частина Динарських Альп. Пік Синьял з висотою 1831 м — найвищий хорватський пік. Розташована на кордоні між Хорватією і Боснією і Герцеговиною в Далмації неподалік від міста Книн. Біля підніжжя гори в безпосередній її близькості розташований населений пункт Києво, з якого відкривається вражаюча панорама на всю гору. Динара є однією з численних вершин Динарських Альп, але примітно виділяється з навколишнього ландшафту. Рослинність на горі бідна, дерев нема. Сходження на гору через пологість її схилів неважке, і Динара частенько стає об'єктом походів і екскурсій з навколишніх населених пунктів.